# Грант (окръг, Индиана)
Вижте пояснителната страница за други населени места с името Грант.
Окръг Грант (на английски: Grant County) е окръг в щата Индиана, Съединени американски щати. Площта му е 1075 km², а населението е 66 674 души (1 април 2020). Административен център е град Мариън.